# Лакмос
Лакмос (на гръцки: Λάκμος) е планина в Гърция, част от планинската верига Пинд.
Намира се в западната част на страната, в ном Янина. Най-високият ѝ връх, Перистери, се издига на 2295 m над морското равнище. Дължината ѝ е около 30 км, а ширината около 25 км.